# Сахновщинский поселковый совет (Харьковская область)
Сахновщинский поселковый совет — входит в состав Сахновщинского района Харьковской области Украины.
Административный центр поселкового совета находится в пгт Сахновщина.

## История
- 1924 — дата образования.

## Населённые пункты совета
- пгт Сахновщина
- село Германовка
- село Сугаровское
- село Чернолозка